# Croton vauthierianus
Croton vauthierianus är en törelväxtart som beskrevs av Henri Ernest Baillon. Croton vauthierianus ingår i släktet Croton och familjen törelväxter. Inga underarter finns listade i Catalogue of Life.